# Andreas Dober
Andreas Dober (født 31. marts 1986 i Wien, Østrig) er en østrigsk fodboldspiller, der spiller som forsvarsspiller hos Rapid Wien II. Han har tidligere spillet for blandt andet SKN St. Pölten, First Vienna FC og TSV Hartberg.
Dober vandt med Rapid Wien i 2008 det østrigske mesterskab.

## Landshold
Dober har (pr. april 2018) spillet tre kampe for det østrigske landshold, som han debuterede for den 8. oktober 2005 i en VM-kvalifikationskamp mod England. 

## Titler
Østrigs Bundesliga
- 2008 med Rapid Wien